# Chikrand
Chikrand é uma vila no distrito de Hugli, no estado indiano de Bengala Ocidental.

## Demografia
Segundo o censo de 2001, Chikrand tinha uma população de 8352 habitantes. Os indivíduos do sexo masculino constituem 52% da população e os do sexo feminino 48%. Chikrand tem uma taxa de literacia de 69%, superior à média nacional de 59,5%; a literacia no sexo masculino é de 74% e no sexo feminino é de 65%. 12% da população está abaixo dos 6 anos de idade.